# Lipotriches flavitarsis
Lipotriches flavitarsis är en biart som först beskrevs av Heinrich Friese 1909.  Lipotriches flavitarsis ingår i släktet Lipotriches och familjen vägbin. Inga underarter finns listade i Catalogue of Life.